# Juiz pedâneo
Juiz pedâneo era o juiz das aldeias, o mais ínfimo na escala dos juízes. Era mandado servir em lugarejos longínquos, de importância ainda menor que aqueles onde servia o juiz vintenário. Tinha este nome por por andar a pé ou por julgar "de pé".